# Ioan Rusu
Ioan V. Rusu (n. 1 iulie 1826, Sânmărtinu de Câmpie – d. 11 februarie 1905, Blaj) a fost protopop român unit al Sibiului între anii 1865-1901, profesor de limba română la Gimnaziul de Stat din Sibiu, autor de studii istorice. În anul 1901 a devenit canonic mitropolitan la Blaj.

## Activitatea culturală
Între 1875-1877 a fost vicepreședinte al ASTRA, iar între 1862-1901 membru în comitetul de conducere al acesteia.

## Varia
În anul 1863 a rostit la Brașov discursul funebru la înmormântarea poetului Andrei Mureșanu, după ce vestea înhumării poetului într-un cimitir parohial ortodox stârnise protestul enoriașilor Bisericii „Sf. Treime” de pe Tocile. În favoarea înmormântării a intervenit însuși mitropolitul Andrei Șaguna.

## Lucrări
- Compendiu de istoria Transilvaniei cu distinctă privire la români Arhivat în 16 decembrie 2015, la Wayback Machine., Sibiu 1864;
- Elemente de istoria Transilvaniei pentru învățătorii și școalele populare române, Sibiu 1865;
- Scurtă descriere a revoluției lui  Horia și Cloșca din 1784, în revista „Transilvania”, V, nr. 1-6, 1872, pag. 5-65;
- Carte de lectură pentru clasele gimnaziale inferioare, Sibiu 1876 (ed. a II-a: Sibiu 1886).